# Piazza San Sepolcro
Piazza San Sepolcro è una piazza del centro di Milano, non molto distante da piazza Duomo.

## Storia
In epoca romana la piazza, oggi di anguste dimensioni, era parte del ben più vasto foro di Milano, incrocio tra il cardo e il decumano. Nel 1030 fu fondata la Chiesa di San Sepolcro che le dà l'attuale nome.

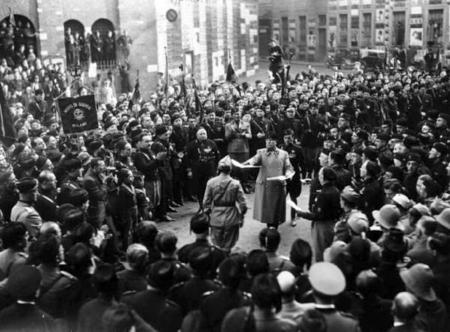
Fondazione dei Fasci italiani di combattimento

In epoca contemporanea, il 23 marzo 1919 Benito Mussolini fondò il movimento dei Fasci italiani di combattimento proprio in questa piazza, dove aveva sede tra l'altro l'allora Associazione degli Industriali Lombardi (la Confindustria era stata fondata da poco). I partecipanti a questa prima organizzazione furono detti sansepolcristi e godettero di particolari privilegi sotto l'amministrazione fascista, rafforzati e ribaditi nel regolamento del 1939.
Filippo Tommaso Marinetti compose a celebrazione di chi partecipò all'adunata Il poema dei sansepolcristi.
La piazza fu la sede nazionale presso Palazzo Castani del Partito Nazionale Fascista dal 1921 al 1924 e dal 1943 al 1945 del Partito Fascista Repubblicano. Il termine sansepolcrismo indicò invece quello spirito originario del movimento dei fasci di combattimento in cui, a fianco di idee nazionalistiche e dei miti combattimentistici, convivevano forti istanze di palingenesi sociale, egualitarismo ed anche componenti repubblicane.

## Trasporti
- Duomo